# 凤山立德堂
凤山立德堂位于江西省上饶市婺源县（旧属安徽省徽州府）浙源乡凤山村。
立德堂建于明末清初，占地400平方米，正堂天井四周的雕刻保存完整。
凤山立德堂已列为上饶市文物保护单位。